# Javier Ciga Echandi
Javier Ciga Echandi (Pamplona, 25 de noviembre de 1877- Pamplona, 13 de enero de 1960) fue un pintor especialmente retratista y costumbrista navarro, perteneciente a una generación de pintores  contemporáneos de Navarra que está compuesta por un selecto y reducido número de figuras; en ella podemos incluir los nombres, nacidos en el último tercio del siglo XIX, de Inocencio García Asarta, Andrés Larraga, Nicolás Esparza, Lorenzo Aguirre, Enrique Zubiri Gortari o de Jesús Basiano. Fue también político del PNV y concejal del Ayuntamiento de Pamplona.
Por su ascendencia baztanesa por línea materna y su posterior matrimonio con la elizondarra Eulalia Ariztia se crearán fuertes vínculos personales y pictóricos entre este artista y el Valle del Baztán.

## Vida y obra
Hijo de Miguel Ciga Berasain, natural de Lanz, y Marciala Echandi Salaburu, natural de Berroeta (Baztán), nació en la calle Navarrería 31 de Pamplona. Su familia, recién instalada en la ciudad, tenía una carpintería y regentaban una funeraria. Además mantenían una pensión que ayudaba a completar la economía familiar, donde la mayoría de huéspedes eran sacerdotes o seminaristas. Es por ello que inició sus estudios en el Seminario donde tempranamente manifestó sus habilidades en el dibujo y la pintura.
Inició sus estudios en la Escuela de Artes y Oficios de Pamplona siendo conocido como el "cartelista" por excelencia de las Fiestas de San Fermín, pues se adjudicó dicho premio en 1908, 1909 y 1910 y también en 1917.
Posteriormente se trasladó a Madrid para estudiar en la Escuela de Bellas Artes de San Fernando donde en muy poco tiempo llegó a ser profesor y recibió numerosos reconocimientos, consiguiendo cinco medallas de oro.
Viajó entre 1911 y 1914 al extranjero para ampliar sus conocimientos y especialmente en París, donde entró en contacto con el impresionismo y el posimpresionismo, y donde una obra suya, "Paysans Basques - Mercado de Elizondo", fue incluida en el "Salón de Primavera" de 1914, siendo miembro de número de ese "Gran Salón".

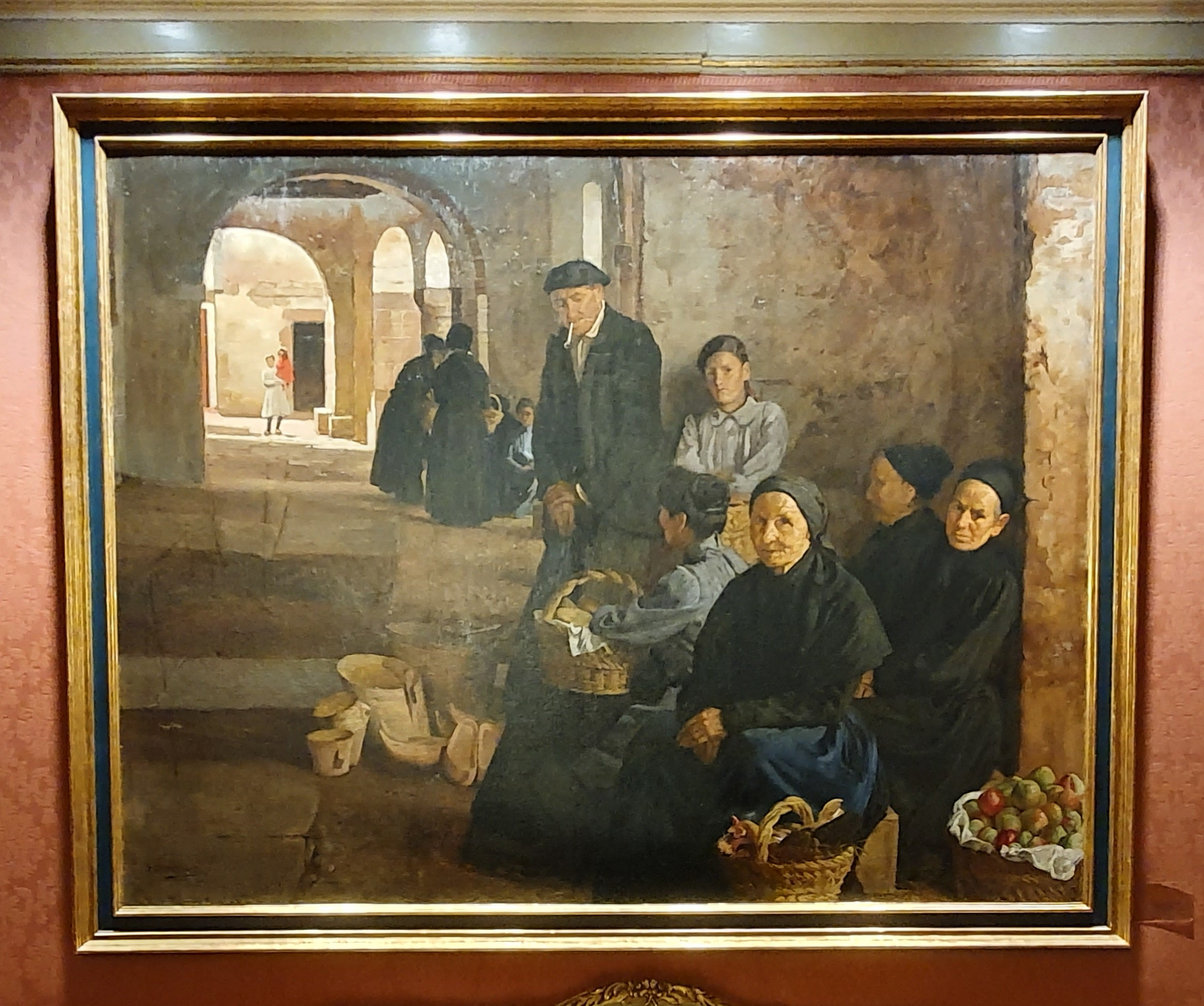
El "Mercado de Elizondo" (1914), obra de Javier Ciga, decorando una sala del Ayuntamiento de Pamplona.

### Academia Ciga
En 1914, al iniciarse la Primera Guerra Mundial, regresa a Navarra, abriendo una academia que «fue el primer intento serio de enseñanza de pintura clásica de Navarra». A lo largo de su actividad docente, contó con discípulos tan notables como José María Apecechea Fagoaga , José María Ascunce, Julio Briñol, Miguel Ángel Echauri, José Antonio Eslava, Karle Garmendia, Jesús Lasterra, Gerardo Lizarraga, Pedro Lozano de Sotés, Crispín Martínez, Eugenio Menaya, Fernando Beorlegui, Isabel Peralta o Miguel Javier Urmeneta; permaneció abierta hasta el año 1956, con el solo paréntesis que marcan los tres años de encarcelamiento de Javier Ciga a raíz de la guerra civil de 1936.
Retrata a los personajes navarros más conocidos de la época como Estanislao Aranzadi, Arturo Campión… y sus pinturas costumbristas, especialmente del Valle del Baztan, zona con la que estaba unido familiarmente por sus abuelos y su esposa.

### Ideología
De convicciones profundas, en lo religioso perteneció a la Hermandad de la Pasión del Señor, y, devoto de Santa María la Real, asiduo al Rosario de los Esclavos de la Catedral de Pamplona. Afiliado al PNV resultó elegido concejal de la capital navarra en los periodos (1920 - 1923) y (1930 y 1931). Tras el alzamiento de la Guerra Civil fue encarcelado en abril de 1938 acusado de ayudar a pasar, clandestinamente, la frontera a varias personas, entre ellos un sindicalista de UGT. Celebrado consejo de guerra resultó finalmente absuelto imponiéndosele una multa de 2.500 pesetas que abonó con la venta de un cuadro, ahora llamado «Cristo de la Sanción», para el Colegio Calasanz de los Padres Escolapios de Pamplona.
Su obra fue en su día contabilizada en 348 obras, aunque se cree que pudieron ser muchas más y esta suma podría duplicarse.
Parte de su obra se expone en el Museo de Navarra.

## Reconocimiento, premios y homenajes
- Numerosos estudios analizan la obra de este autor y se realizan conferencias sobre su trayectoria.[11]

- Varios pintores navarros son considerados discípulos suyos debido tanto a trabajar directamente con él como a la gran influencia que en ellos tuvo este autor.

- Una calle de Pamplona lleva su nombre, rehabilitándose su memoria con diversos homenajes.[12]

- Se ha impulsado una fundación que lleva su nombre para conservar y difundir su patrimonio.[13]